# Andreï Roublev
Pour l’article homonyme, voir Andreï Roublev (film).
Ne doit pas être confondu avec Andrey Rublev.
Andreï Roublev ou André Roublev (en russe : Андрей Рублёв, Andreï Roubliov), ou saint André l'Iconographe  est un moine et peintre d'icônes russe du XVe siècle. Il est né vers 1360-1370 et mort entre 1427 et 1430, probablement le 17 octobre 1428. Il a été canonisé en 1988, date du millénaire de la foi orthodoxe en Russie, et est fêté le 4 juillet.

## Biographie
On ne sait pas grand-chose de la vie d'Andreï Roublev, sinon qu'il a été moine au monastère Andronikov, près de Moscou, et qu'il a été l'élève et l'assistant du peintre d'icônes d'origine grecque Théophane le Grec.
Roublev serait né entre 1360 et 1370, probablement dans la principauté de Moscou. Le prénom d'Andreï est son nom monacal.
La légende raconte qu'à la fin de sa vie, il aurait eu les yeux crevés pour avoir osé signer de son nom son Icône de la Trinité, ce qui était interdit aux moines à l'époque.

## Œuvre

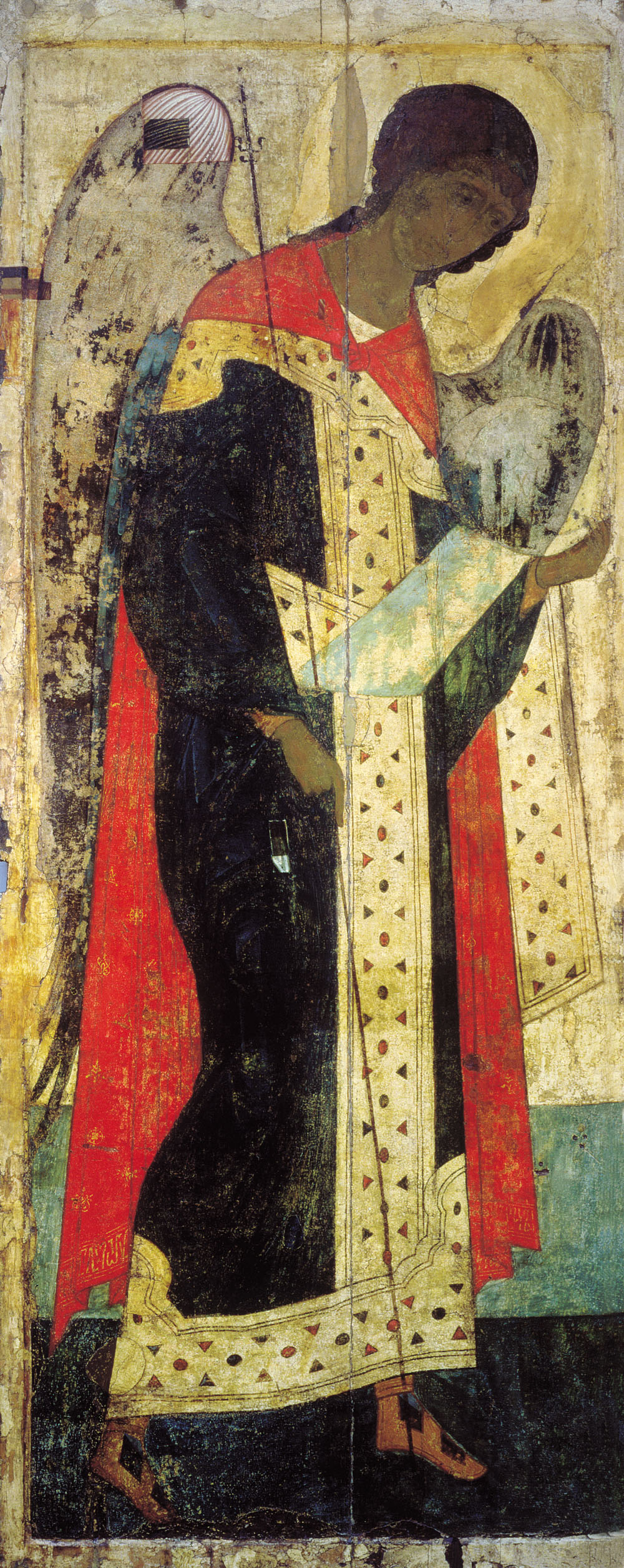
L'Archange Michel.

L'œuvre de Roublev perpétue la tradition byzantine, mais en introduisant plus de souplesse, de douceur.

### Œuvres connues
- 1400-1405 (?) : Roublev réalise deux fresques (Flore et Laure[5]) dans la cathédrale de la Dormition sur Gorodok à Zvenigorod, qui sont ses premières œuvres monumentales selon l'historien russe Victor Lazarev.

C'est dans cette cathédrale de Zvenigorod que furent découvertes en 1918 lors de travaux de restauration trois anciennes icônes de la main d'Andreï Roublev : le Christ pantocrator ou Sauveur, l'Archange Mikhaïl, l'apôtre Paul. Elles se trouvent aujourd'hui à la galerie Tretiakov.
- 1408 : Roublev peint avec son assistant Daniil Tcherny les fresques et l'iconostase de la cathédrale de la Dormition à Vladimir.

Parmi les fresques de la cathédrale, celles du Jugement dernier.
- 1410-1415 : de retour à Moscou, Roublev peint les icônes du Sauveur, de l'archange saint Michel et de saint Paul apôtre conservées à la galerie Tretiakov à Moscou.
- 1411 : son icône la plus connue, l'Icône de la Trinité, a sans doute été peinte cette année et est encore largement diffusée de nos jours[3].

Reprenant un thème classique de l'iconographie byzantine, l'hospitalité d'Abraham, il fut le premier à faire disparaître les personnages d'Abraham et de Sarah et à concentrer l'attention sur les trois anges assis au pied du chêne de Mambré, illustration de l'harmonie trinitaire. Destinée à la laure de la Trinité-Saint-Serge à Serguiev Possad, elle est actuellement exposée à la galerie Tretiakov.
- Vers 1420 est réalisée par Roublev la déisis de la Dormition de Zvenigorod pour la cathédrale de la Dormition sur Gorodok  qui comprend Le Sauveur, Saint Paul et L'Archange Mikhaïl.
- 1425-1427 : Andreï Roublev et Daniil Tcherny peignent l'intérieur de la cathédrale de la Trinité à  Serguiev Possad ainsi qu'une partie de l'iconostase. Les fresques n'ont pas été conservées (seulement recopiées).
- Roublev peint encore la cathédrale du monastère Andronikov à Moscou, couvent où il s'est retiré et où se situe le musée central de la culture et de la peinture russe ancienne Andreï Roublev.

Galerie d'icônes
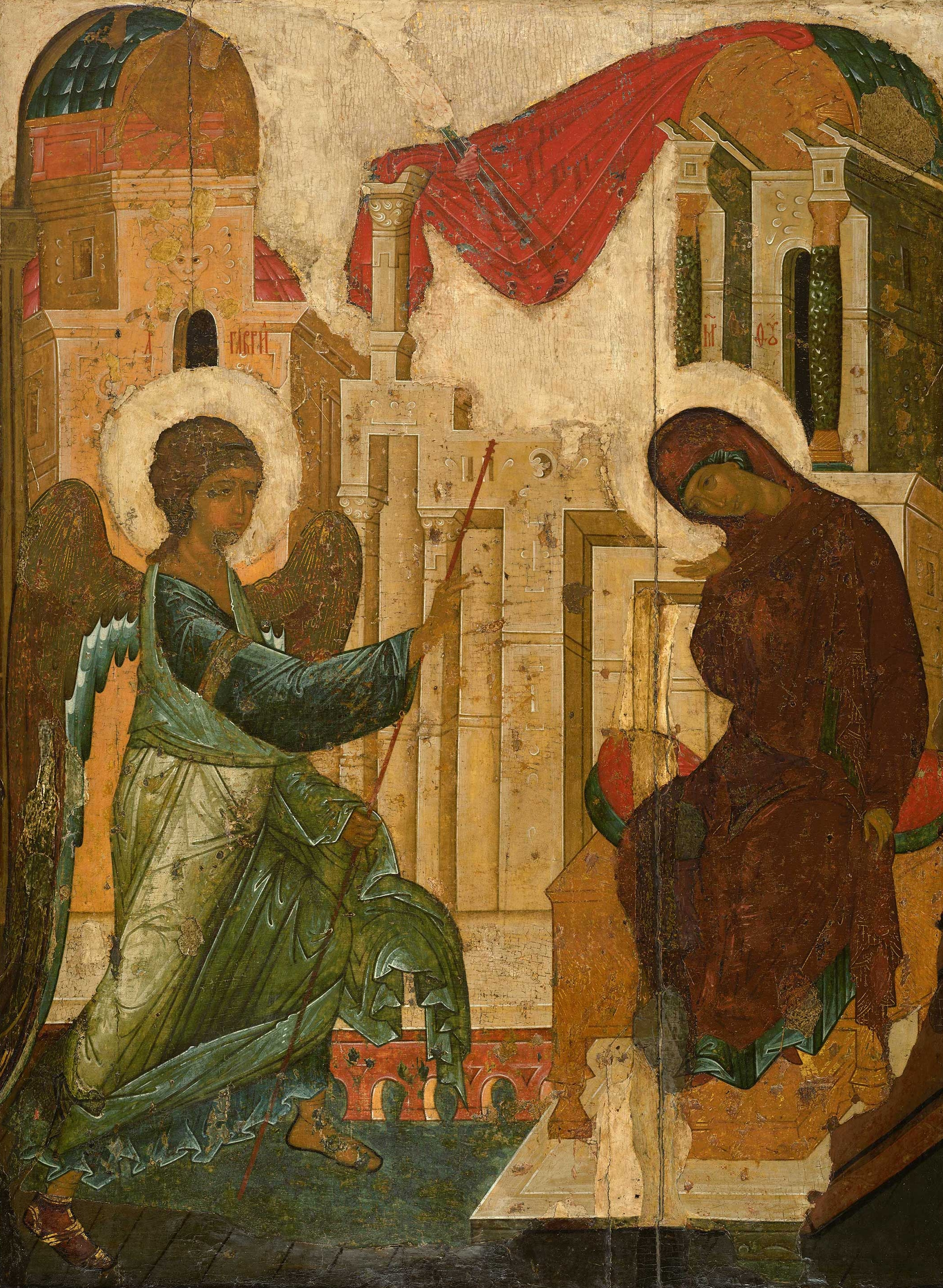
L'Annonciation, 1405 (galerie Tretiakov).
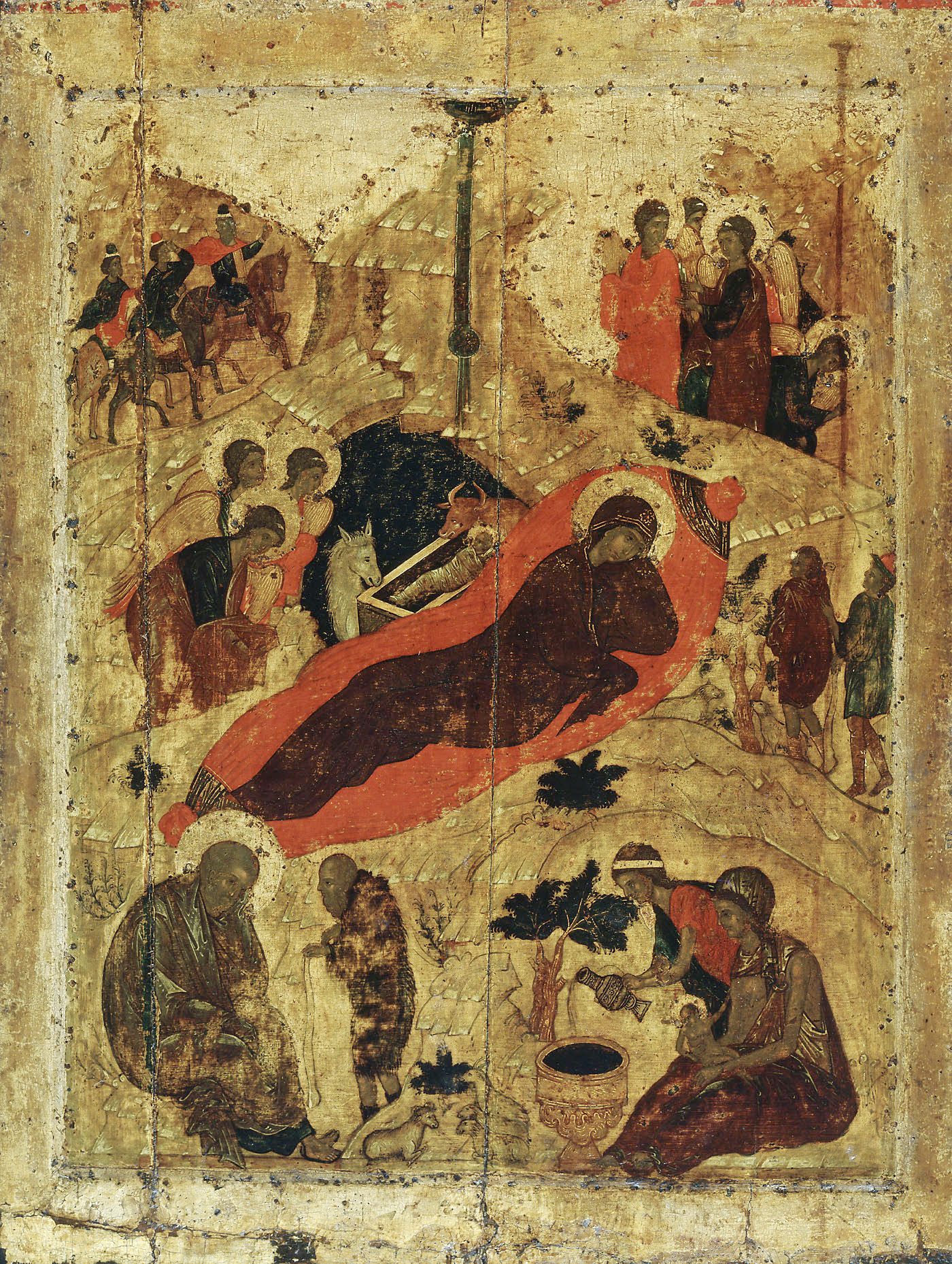
Nativité (cathédrale de l'Annonciation de Moscou).
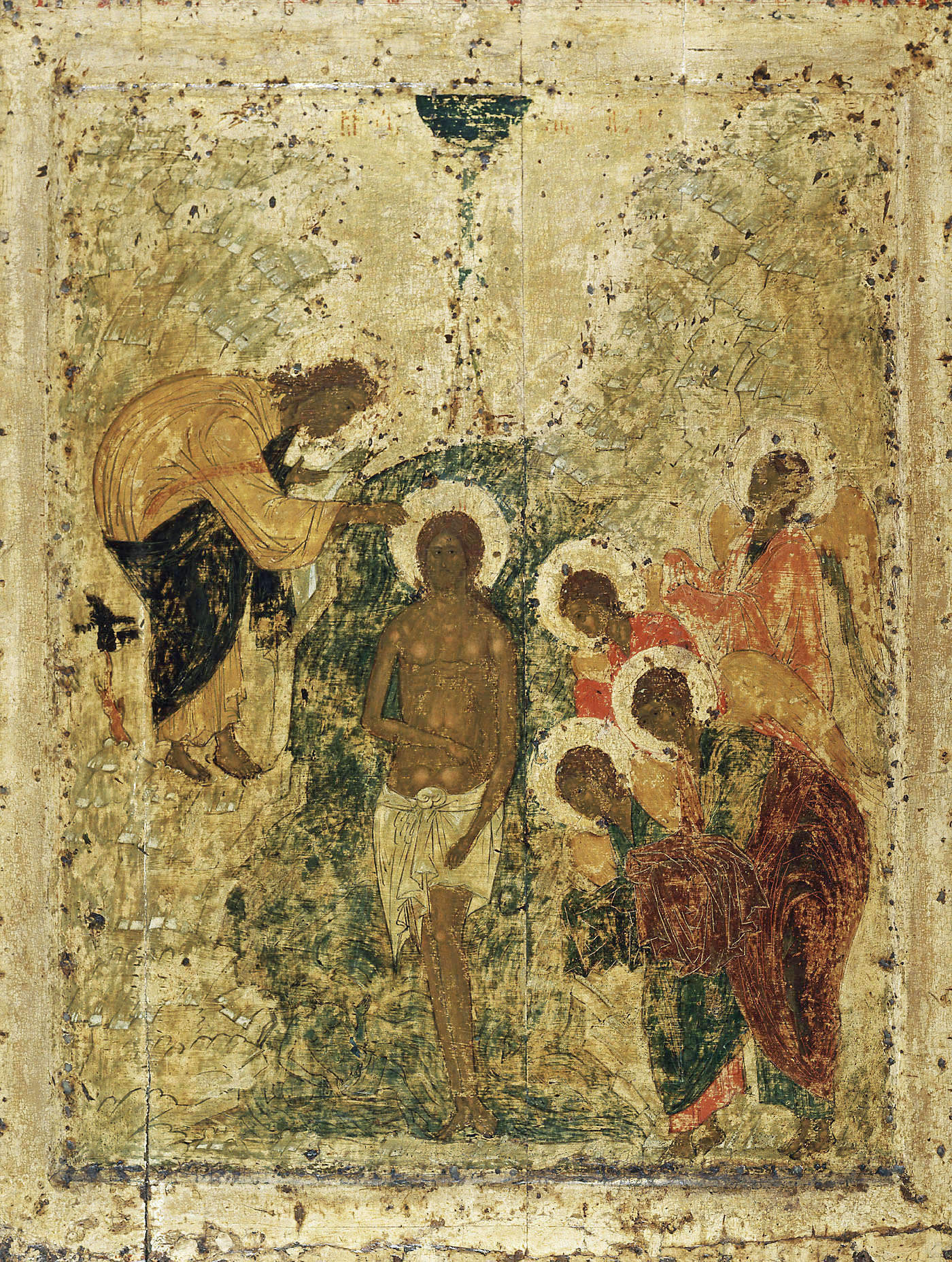
Le Baptême du Christ, cathédrale de l'Annonciation de Moscou.
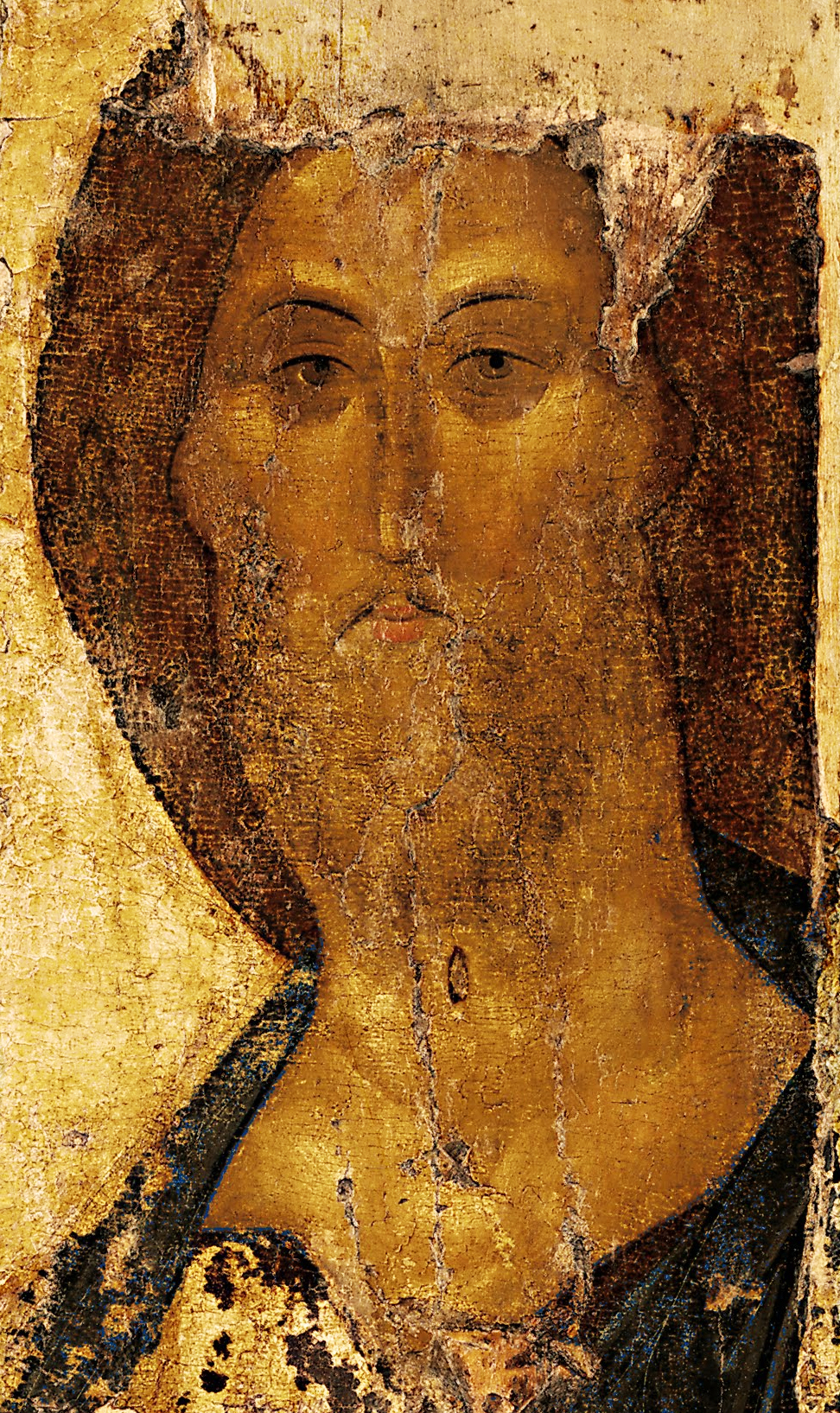
Le Sauveur (cathédrale de la Dormition sur Gorodok).
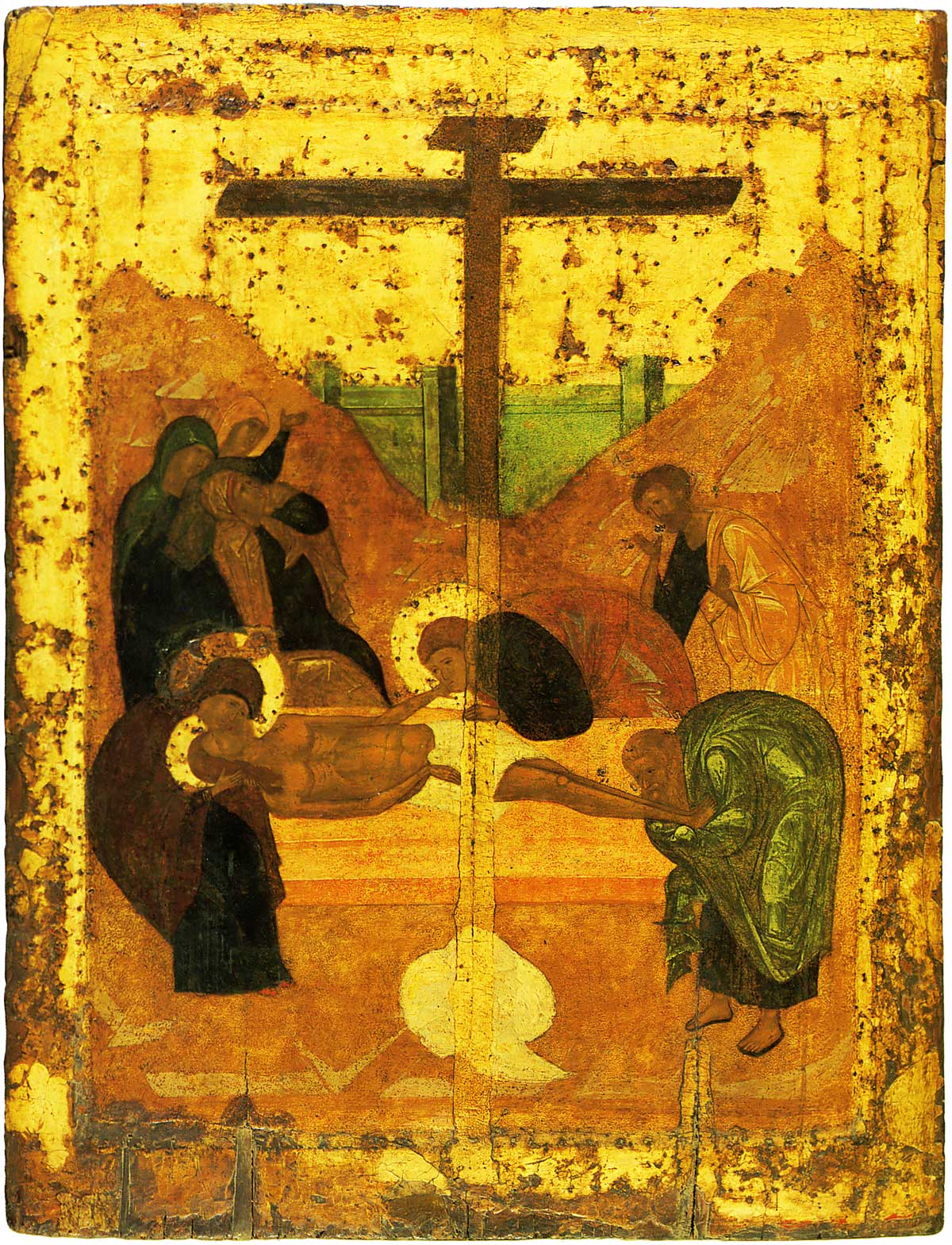
La Mise au tombeau, 1425-1427.
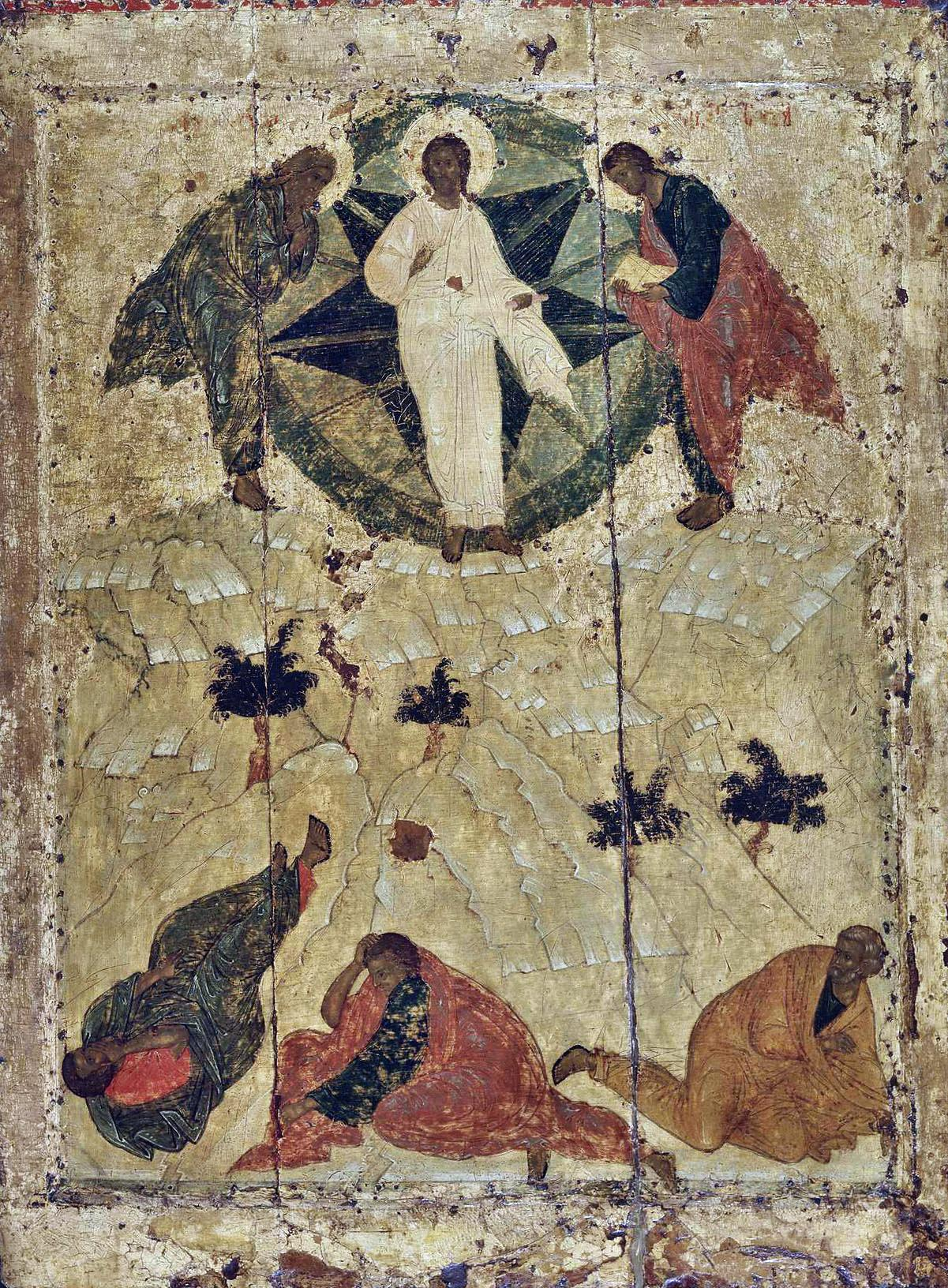
La Transfiguration du Christ, 1405.
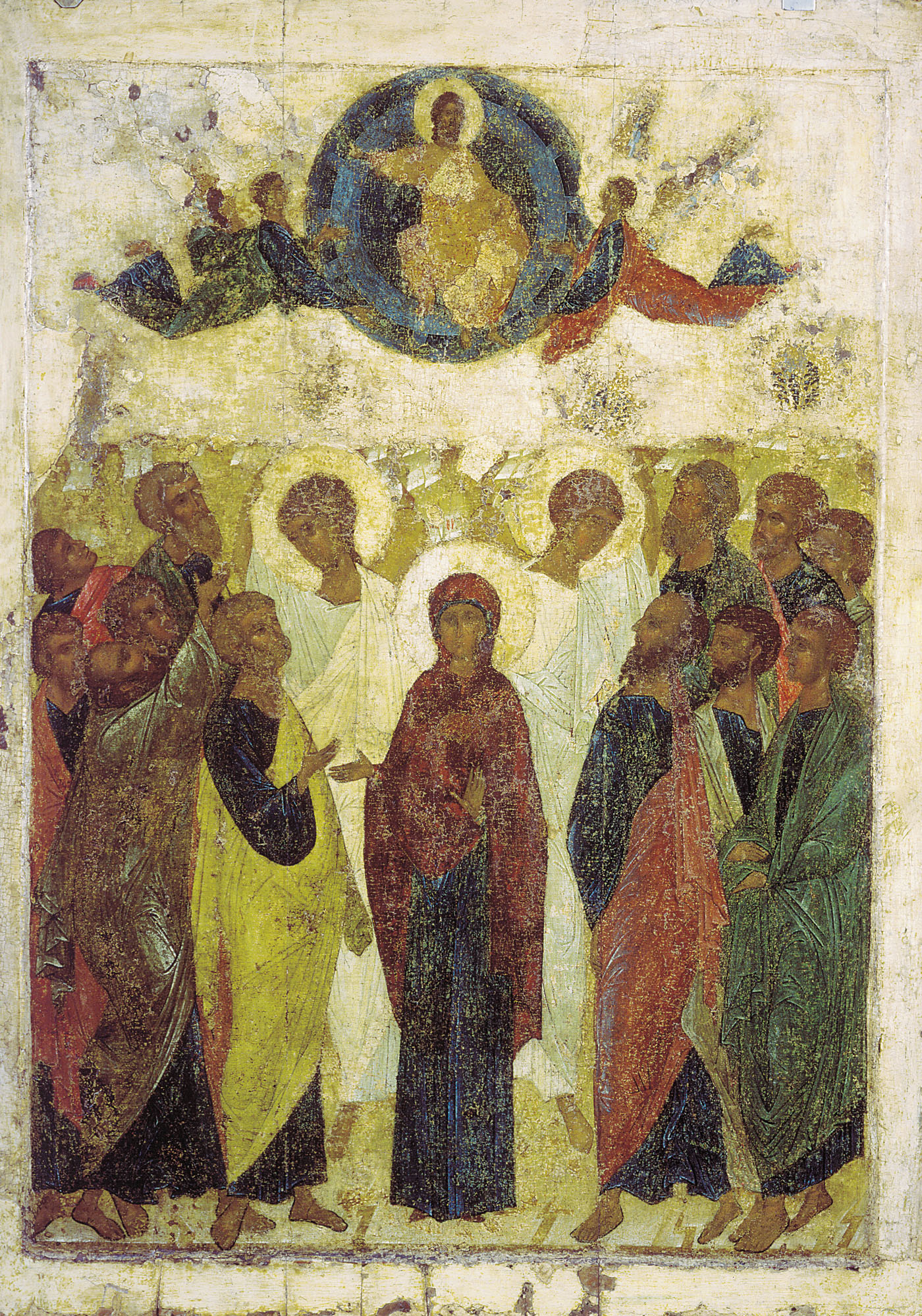
L'Ascension du Christ, 1408.
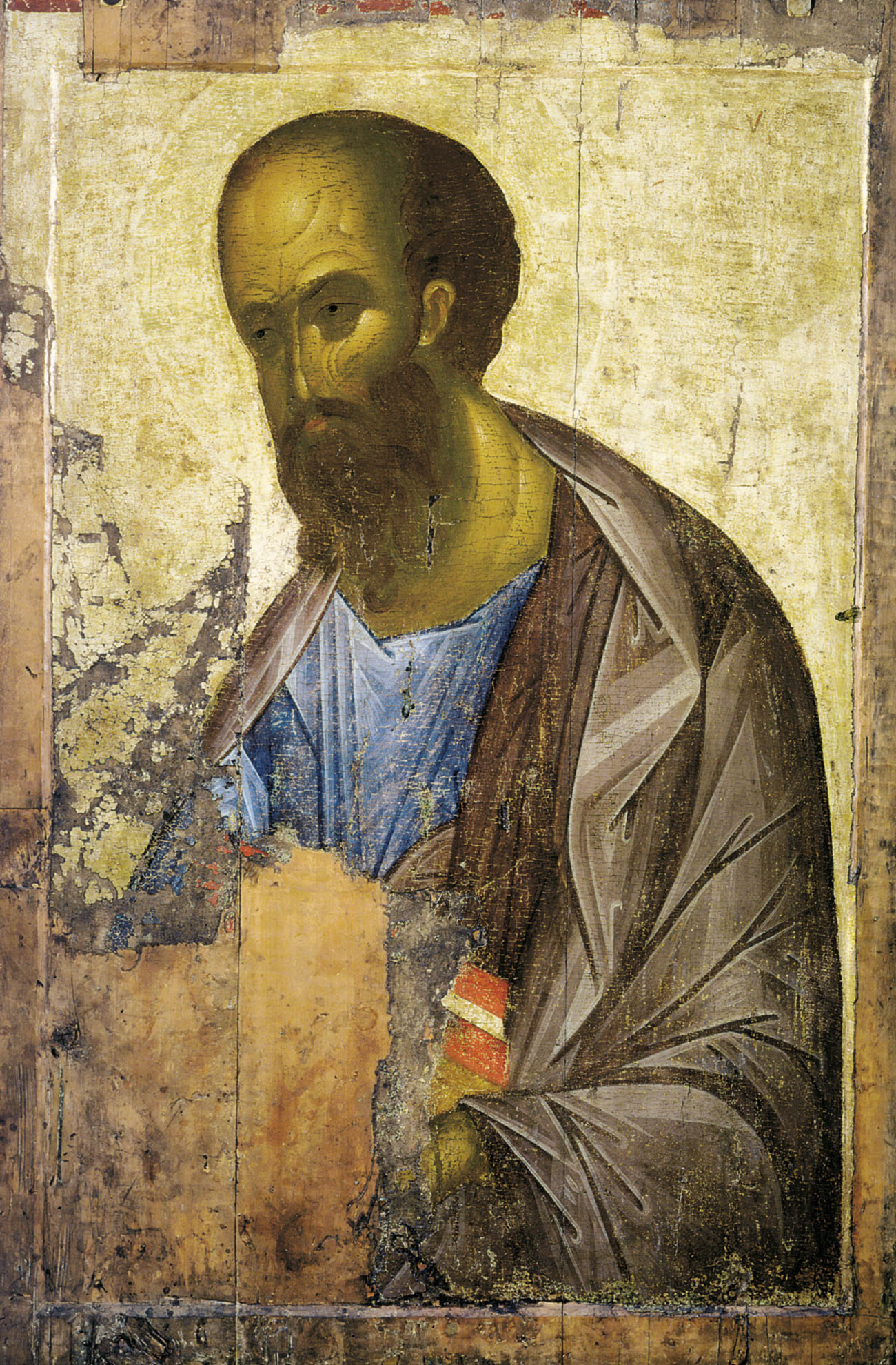
Saint Paul, 1410-1420 (cathédrale de la Dormition sur Gorodok).
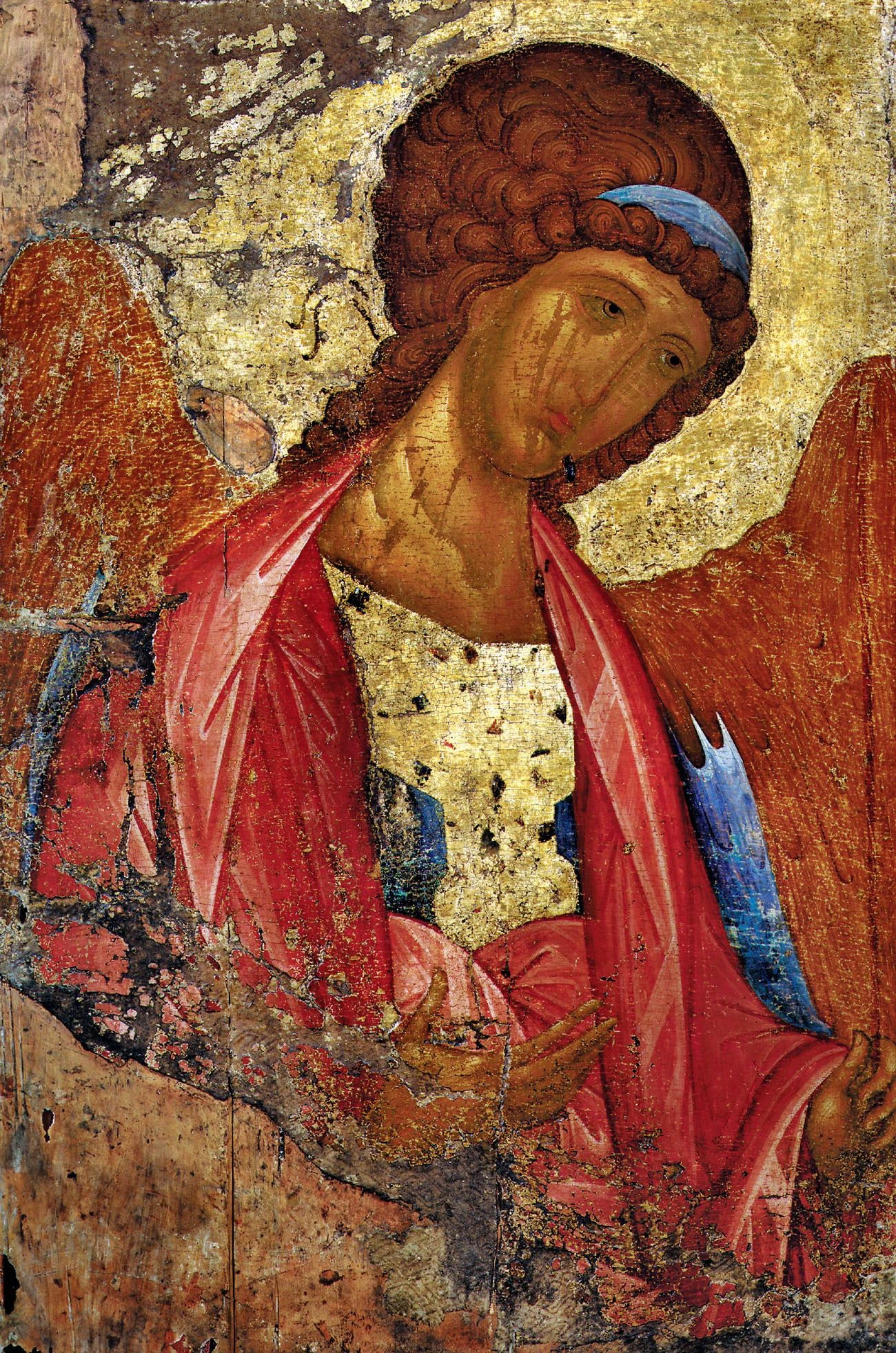
L'Archange Mikhaïl de la déisis de Zvenigorod.

## Au cinéma
La vie du peintre a inspiré le cinéaste soviétique Andreï Tarkovski, qui lui a consacré un film de fiction réalisé en 1966 et sorti en 1969, Andreï Roublev.

### Hommage
- Le train baptisé « Andreï Roublev » relie Moscou et Vladimir en deux heures et demie.